# میدلتون بای ورکزوورث
میدلتون بای ورکزوورث (به انگلیسی: Middleton-by-Wirksworth) یک روستا در بریتانیا است که در داربی‌شر واقع شده‌است. میدلتون بای ورکزوورث ۷۷۵ نفر جمعیت دارد.